# Парасоциальные отношения
Парасоциальные отношения — феномен, при котором обычный пользователь современных медиа (как правило, телевидения и социальных сетей) начинает формировать близкие отношения с медийной личностью. Такие отношения однонаправленны, формируются даже в условиях ограниченной прямой межличностной коммуникации с медийной персоной и исследователями психологии массовой коммуникации описываются как иллюзорные, потому что медийная личность, вовлеченная в парасоциальные отношения с пользователем медиа, может не знать о его существовании.
Чаще всего термин используется для описания однонаправленных отношений между пользователем медиа и знаменитостью, однако парасоциальные отношения могут формироваться между человеком и персонажем из книги, фильма или телевизионной передачи, который никогда не существовал в реальности.

## История введения термина
Термин «парасоциальная интеракция» был введен антропологом Дональдом Ортоном и социологом Ричардом Волом в 1956 году для описания психологической привязанности, которую зрители телевизионных программ испытывают к персонажам, участвующих в них: например, ведущим ток-шоу, актёрам, певцам, знаменитостям и другим известным личностям.
Ханна Шмид и Кристоф Климмт утверждают, что формирование парасоциальных отношений является следствием парасоциальной интеракции, в рамках которой после долгого «общения» человека с медийной личностью он начинает испытывать к ней дружеские или романтические чувства, то есть формирует с ней отношения, пусть и однонаправленные. Позитивная информация, полученная инициатором отношений из сети, результирует в интерес и влечение к ней, что со временем перерастает в появление иллюзиции интимности, близости или дружбы, которая только укрепляется впоследствии наблюдения человеком за выбранной медийной личностью через социальные сети или экран телевизора.

## Психологические последствия нахождения в парасоциальных отношениях
Парасоциальные отношения могут возникнуть на любом этапе жизни человека, в том числе в детстве, однако апогея развития они достигают в подростковом возрасте инициатора или взрослости. Считается, что девушки-подростки и женщины более склонны к их приобретению.
Страдающие одиночеством люди чаще вступают в парасоциальные отношения. Для некоторых людей парасоциальные отношения становятся настолько значимой частью жизни, что заменяют реальные отношения, которые могли бы сформироваться с обычными людьми. Разумеется, это приводит к последствиям для инициатора, причем как к негативным, так и к позитивным.
Позитивные последствия:
- Формирование идентичности и социальное научение: телевизионные персонажи могут служить ролевыми моделями для детей: через их поведение на экране они получают представление о социально-приемлемом и социально-неприемлемом поведении. Парасоциальные отношения в данном случае усиливают этот эффект[8].

Негативные последствия:
- Агрессия: исследования показали, что в том случае, если парасоциальные отношения формируются с телевизионным персонажем, который известен проявлениями агрессии, то это может отражаться и на поведении инициатора отношений: агрессия будет в их представлении нормализована или их поведение станет похожим на поведение любимого персонажа[9].

## Парасоциальное расставание
Парасоциальное расставание — это ситуация, когда продолжение отношений с объектом симпатии более невозможны: например, когда любимый персонаж покидает шоу. Сила разочарования от этого факта может быть так же сильна, как и при расставании в реальных отношениях.

## Последствия для медийной личности
Большинство исследований парасоциальных отношений ныне посвящены изучению их влияния на жизни их инициаторов, то есть публики. Однако с проблемами сталкиваются не только они: из-за неадекватного влечения фанатов страдают в том числе и сами звезды кино и музыки, сталкиваясь с угрозами, публичными порицанием в сети или открытой физической жестокостью. Например, в 2015 году неизвестная женщина проникла в дом к певцу Крису Брауну, собирая вещи для ритуала вуду, в 2012 году мужчина нанял киллеров для того, чтобы кастрировать певца Джастина Бибера из-за того, что тот не отвечал на его письма, в 2014 фанат вломился в дом актрисы Сандры Буллок, потому что посчитал себя её мужем, в 2013 году мужчина стянул певицу Beyonce со сцены во время концерта в Бразилии.
Ещё более распространенной проблемой, которую влекут за собой парасоциальные отношения, это преследование в сети или жизни. В 2003 году японец Масахико Шизава преследовал певицу Бритни Спирс на протяжении 3 месяцев и посылал ей письма, где рассказывал об этом, в 2011 году Томас Бродники преследовал певицу Селену Гомез и угрожал ей расправой, в 2017 году Марсель Портер неоднократно пытался проникнуть в дом модели Джиджи Хадид и оставлял ей сообщения об их общих предполагаемых детях.
В Южной Корее даже появился специальный термин, который описывает фанатов, занимающихся преследованием своих любимых исполнителей корейской поп-музыки — сасэн-фанаты.

## Критика
На данный момент большинство исследований изучали парасоциальную интеракцию как феномен, при котором у инициатора к медийной личности появляются исключительно дружеские чувства: это ограничение как в теоретическом, так и в практическом плане, так как если исследовать это феномен как начало романтических отношений, можно помочь тем, кто оказался в них.
Более того, считается, что парасоциальные отношения могут возникнуть только с теми персонажами, которые нравятся инициаторам, однако в 2010 году исследователи опросили зрителей шоу «Lost» и выяснили, что этот феномен возникает как с позитивными, так и негативными персонажами шоу.